# François Joseph de Pochet
François Joseph de Pochet, nacido el 17 de febrero de 1729 en Manosque, y muerto en París el 15 de junio de 1794, fue un político francés.

## Biografía
Estudió derecho, se convirtió en abogado en el Parlamento de Provenza, y fue asesor y fiscal en el país de Provenza.
El 8 de abril de 1789, fue elegido diputado del tercer partido a los Estados Generales de 1789 por el Senescal de Aix.